# Blob-arkitektur

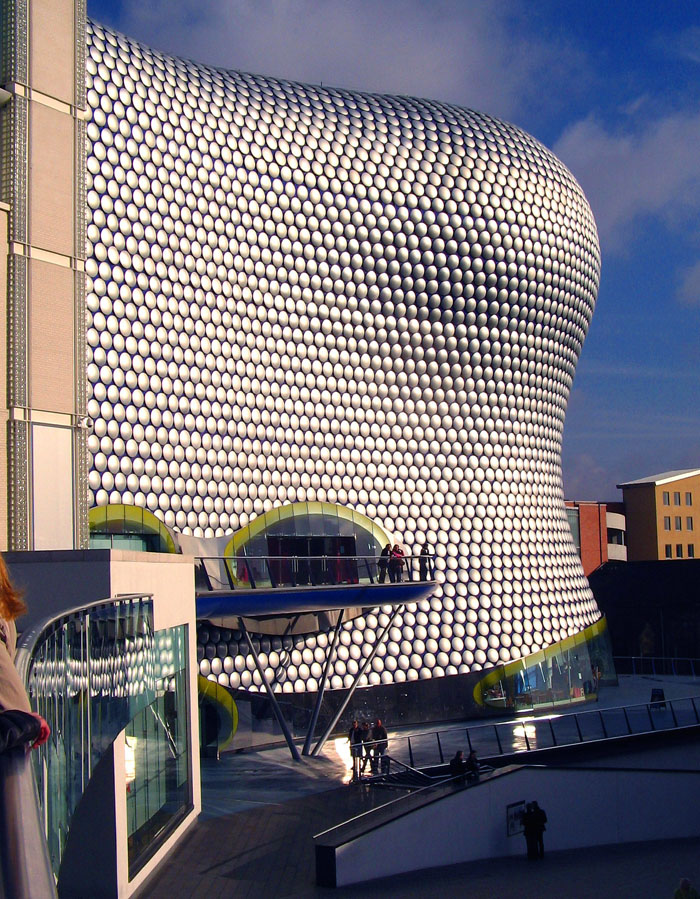
Future Systems Blobitecture design år 2003, Selfridges varuhus, var tänkt att lika den kvinnliga siluetten samt en känd kedjebrevsklänning designad av Paco Rabanne på 60-talet. Den utmärkande arkitekturen förväntades liva upp Birminghams stadskärna.

Blob-arkitektur, Blobitecture, blobism eller blobismus är termer för en rörelse inom arkitektur där byggnader har en organisk, amöbaliknande, utbuktande form. Även då termen blob arkitektur var trendigt redan på mitten av 1990-talet blev det inte omskrivet förrän 2002 i William Safires "On Language" kolumn i New York Times Magazine. Trots att det i artikeln var använt i ett nedlåtande syfte fastnade ordet och är nu ofta använt för att beskriva byggnader med runda och kurviga former. 

## Ursprung för termen "blob arkitektur"
Termen blob arkitektur (blob architecture) myntades av arkitekten Greg Lynn 1995 i hans experimentella digitala design med metaballs grafiska mjukvara. Snart efter började en rad arkitekter och möbeldesigners experimentera med denna 'blobbiska' mjukvara för att skapa nya och ovanliga former. Trots sin till synes organiska formgivning är blob arkitektur otänkbart utan detta och andra liknande datoriserade designprogram.

## Galleri

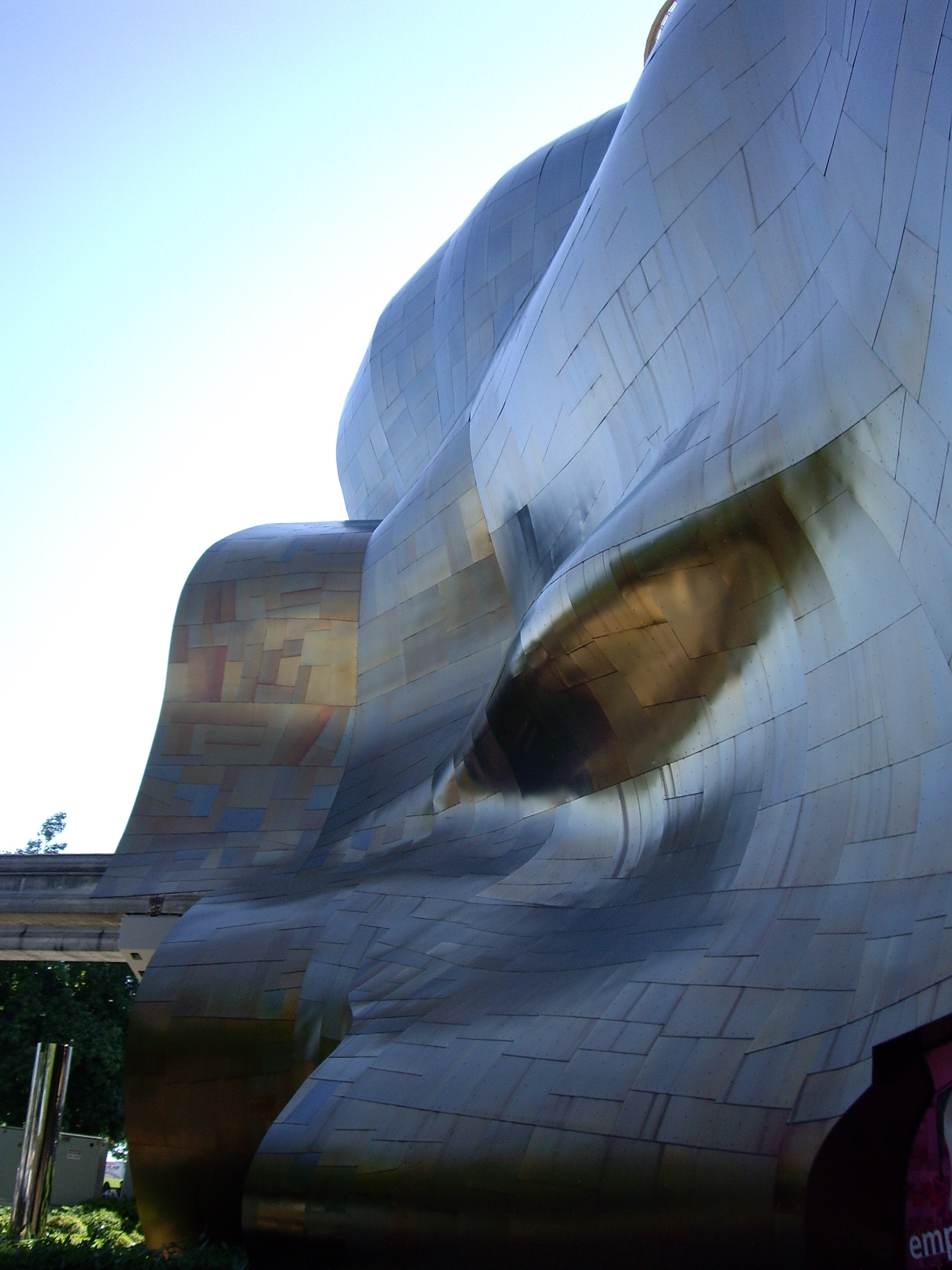
Experience Music Project av Frank Gehry, Seattle, Washington
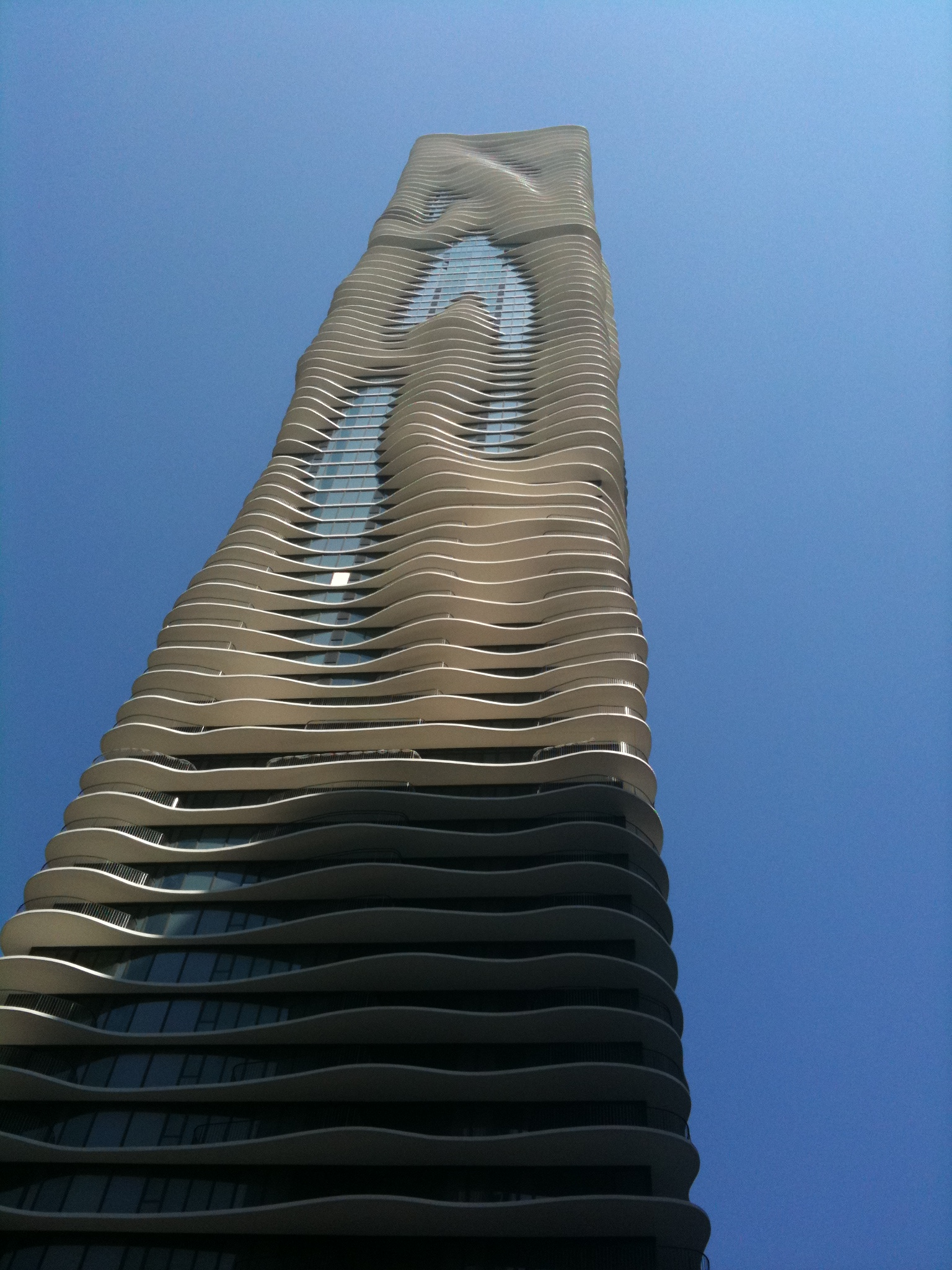
Aqua av Jeanne Gang, Chicago, Illinois
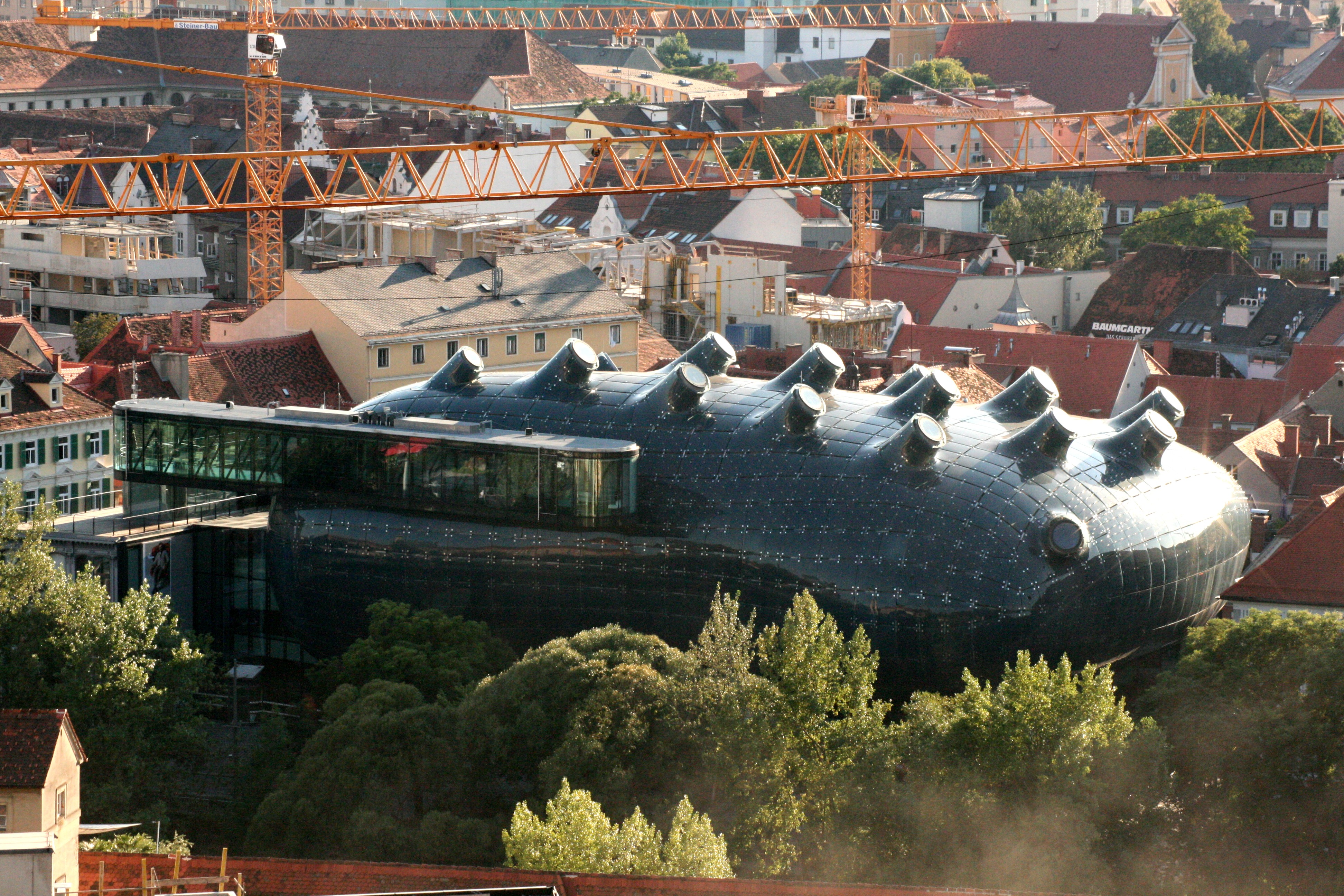
Peter Cook och Colin Fournier's Kunsthaus i Graz, Österrike
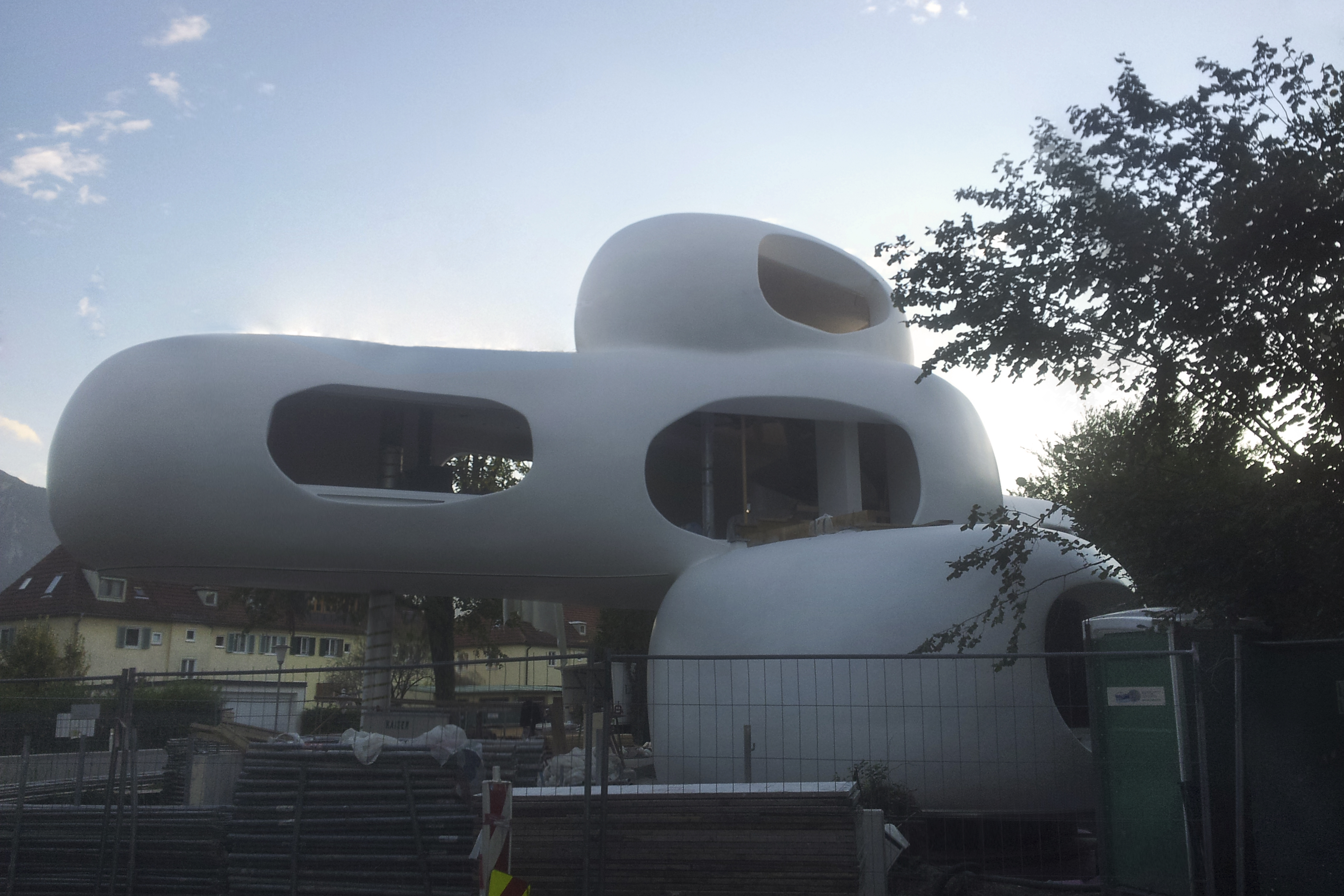
Living Sculpture i Salzburg, Österrike, av Christine & Horst Lechner (bygge pågående)
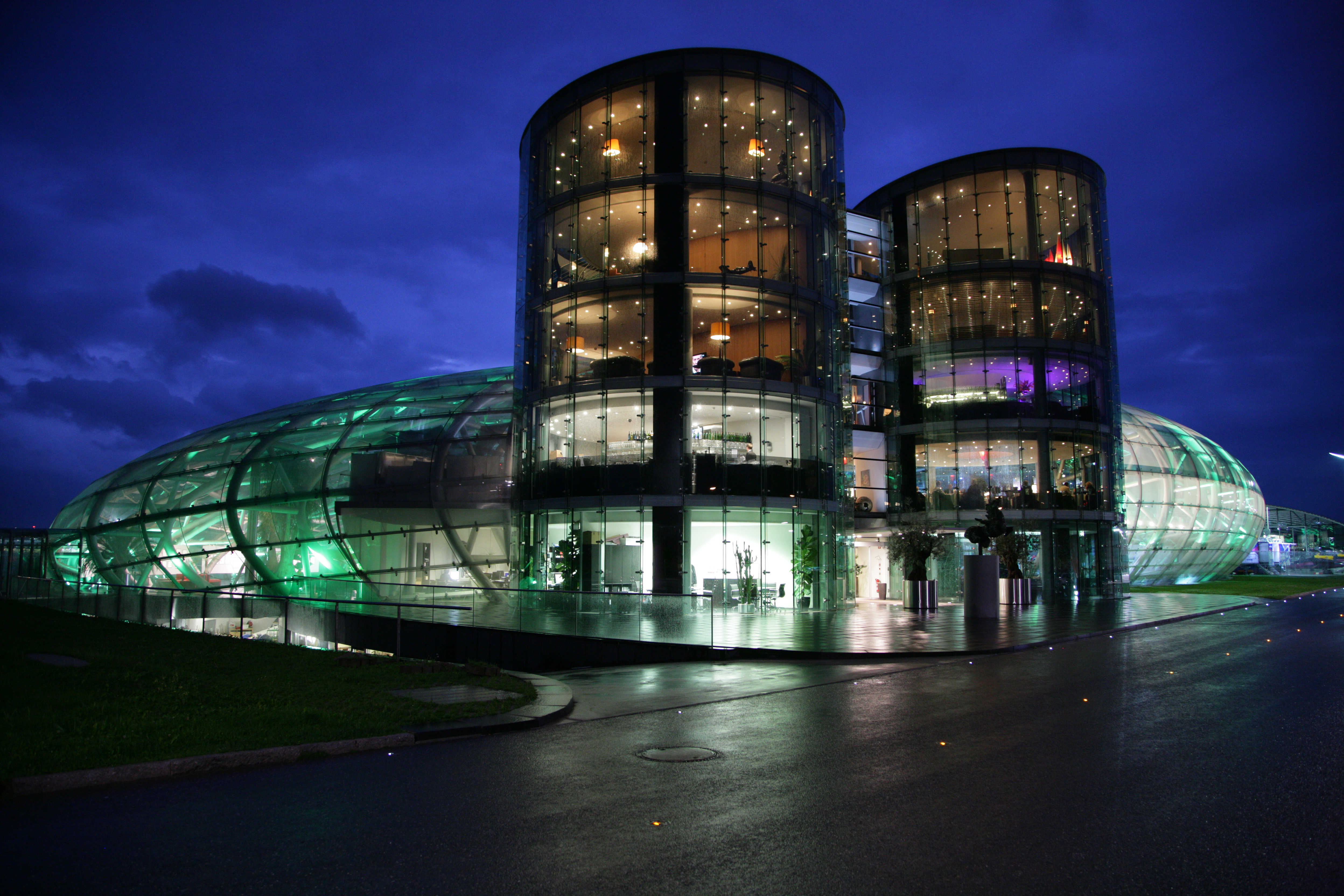
The Red Bull Hangar-7 i Salzburg, Österrike, av Volkmar Burgstaller
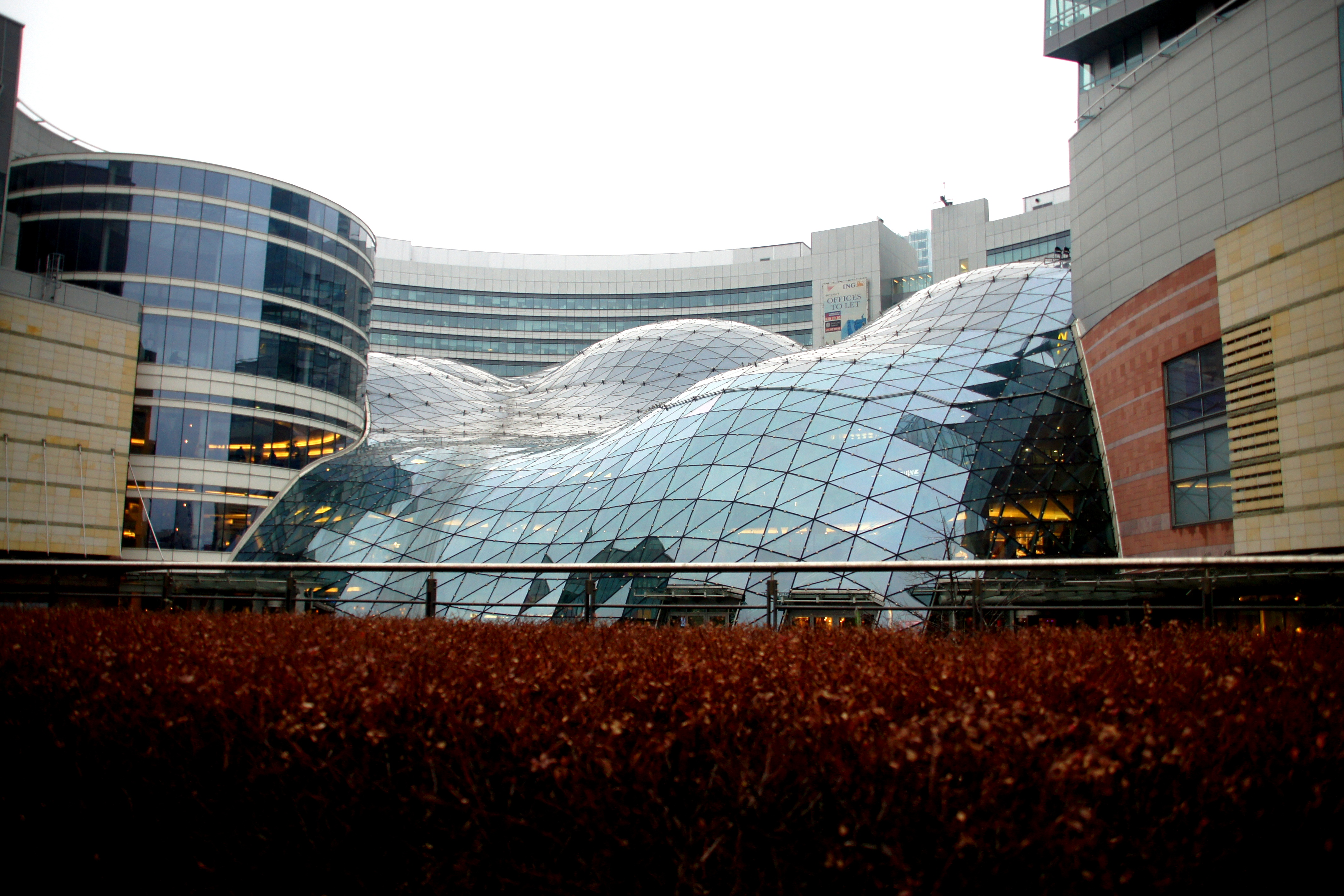
Golden Terraces av "The Jerde Partnership", Warszawa, Polen
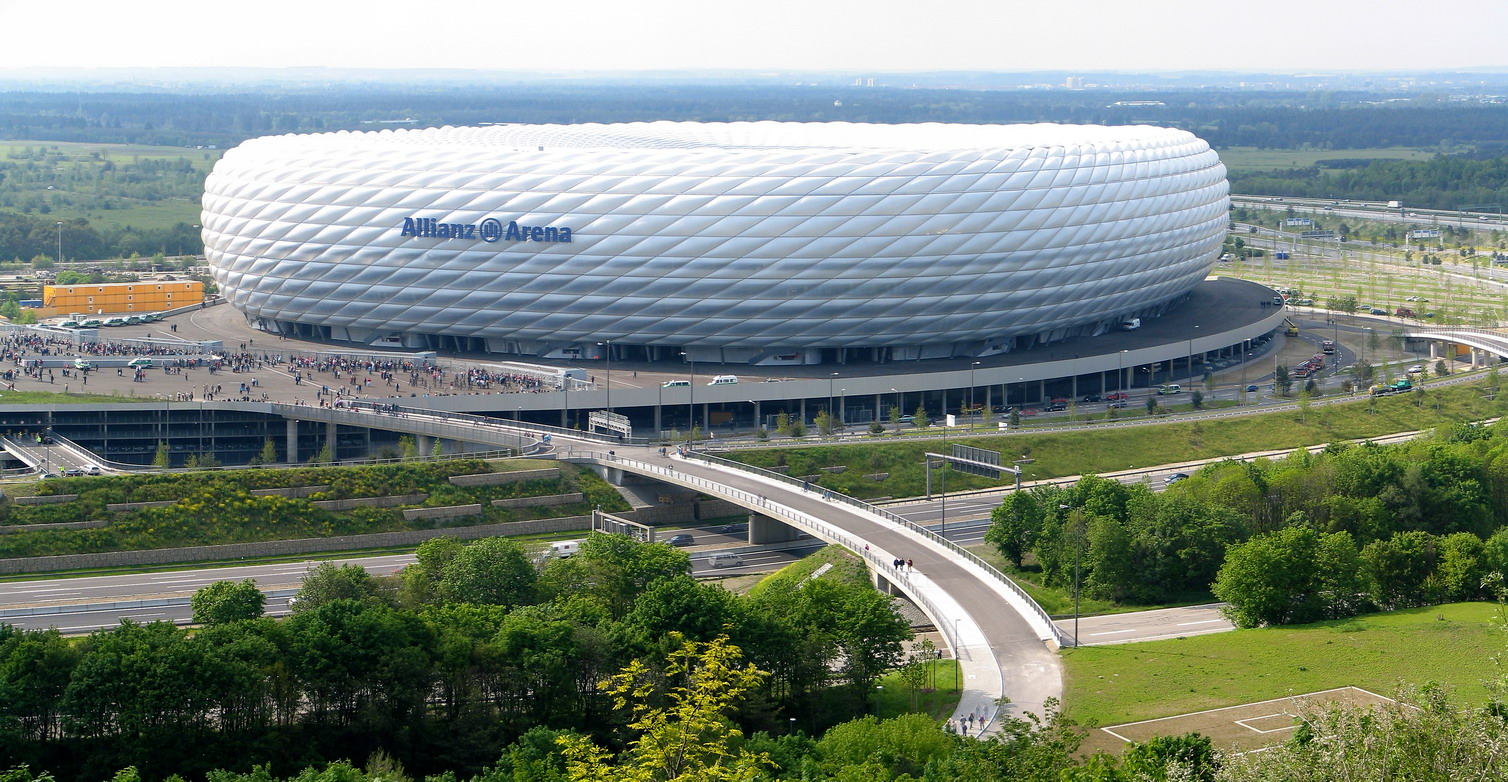
Allianz Arena av Herzog & de Meuron, München, Tyskland
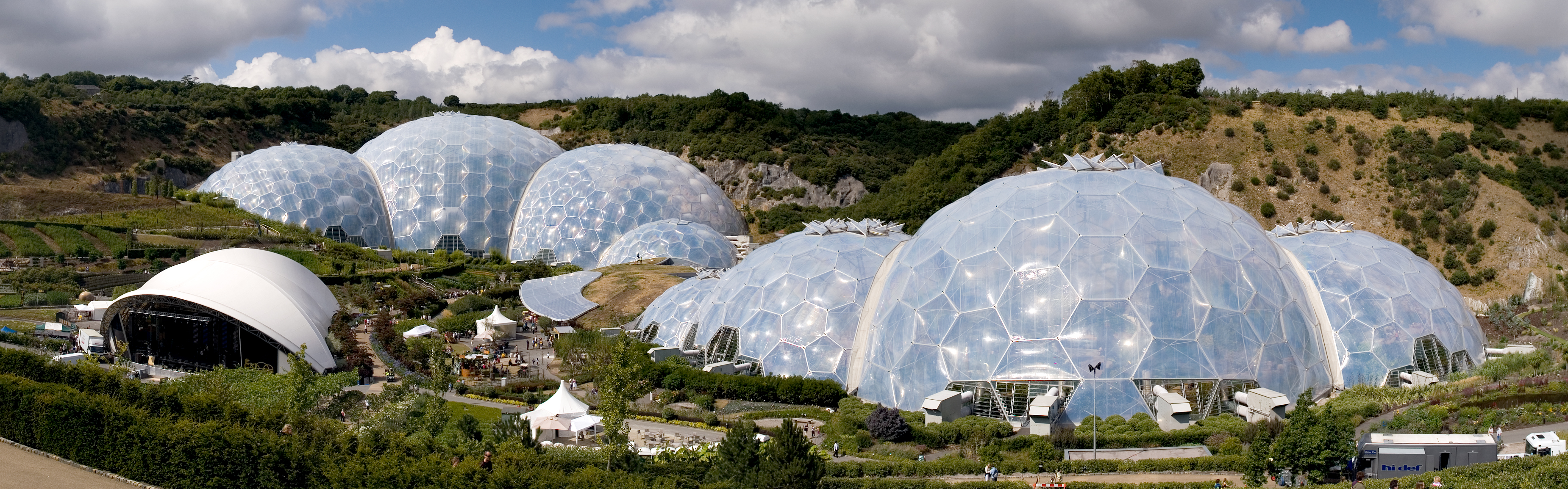
Eden Project av Nicholas Grimshaw, Cornwall, Storbritannien
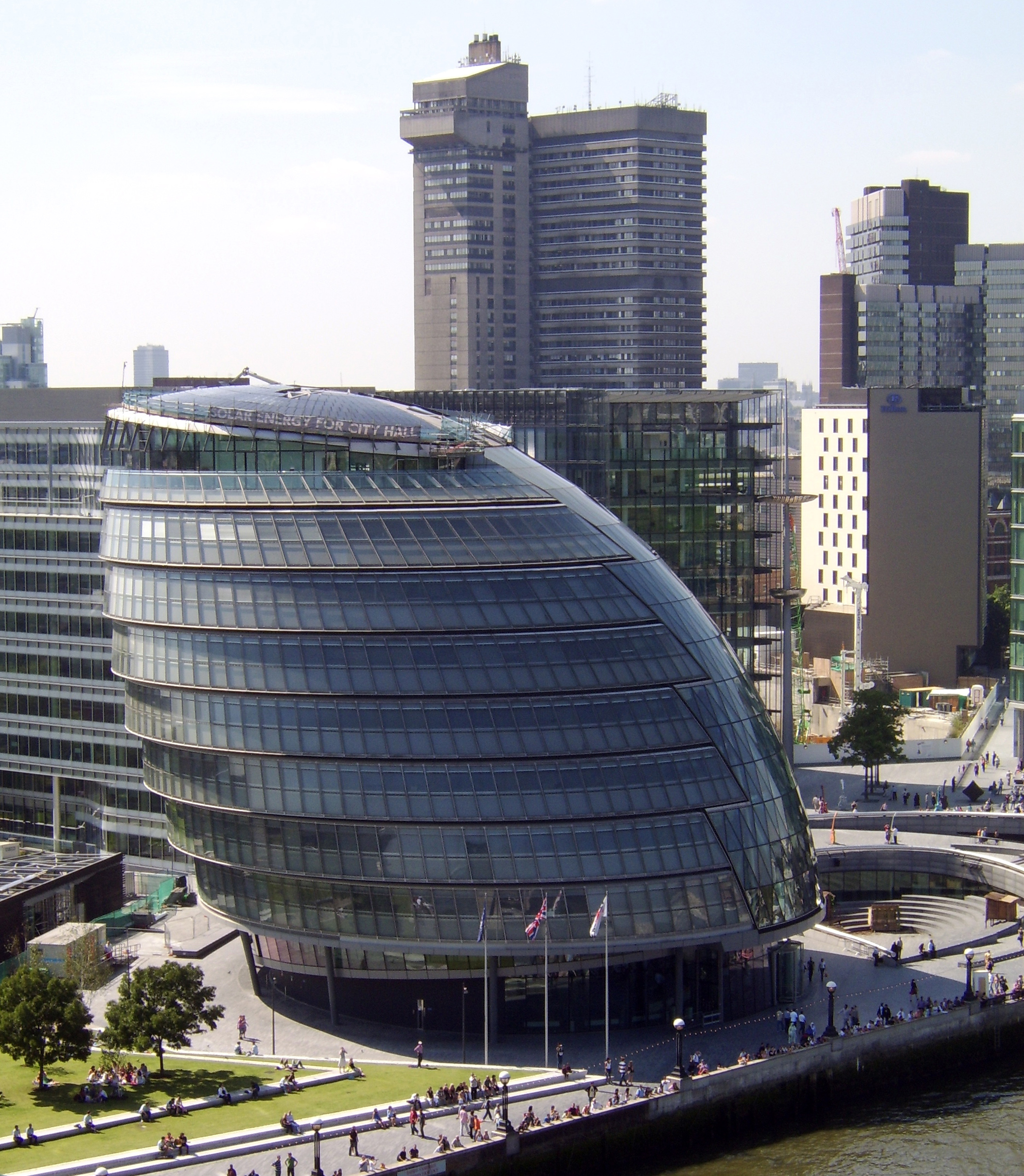
London City Hall av Sir Norman Foster, London, Storbritannien